# Castell de Batonis
El castell de Batonis (en georgià :ბატონის ციხე), que es tradueix literalment com el 'castell del senyor', és un monument arquitectònic del segle XVII-XVIII a Telavi, la principal ciutat del districte de Kakhètia, a l'est de Geòrgia. El complex d'edificis del castell inclou parts conservades del palau Caesius, del palau persa i un museu amb exposicions arqueològiques i etnogràfiques, manuscrits, publicacions rares i equipament militar, així com una galeria d'art. El 2007, diverses de les estructures del complex -el palau, la muralla, la capella reial- es van incloure en la llista de Monuments Culturals destacats de Geòrgia. El complex sencer es va sotmetre a una amplia reforma el 2018.

## El palau reial

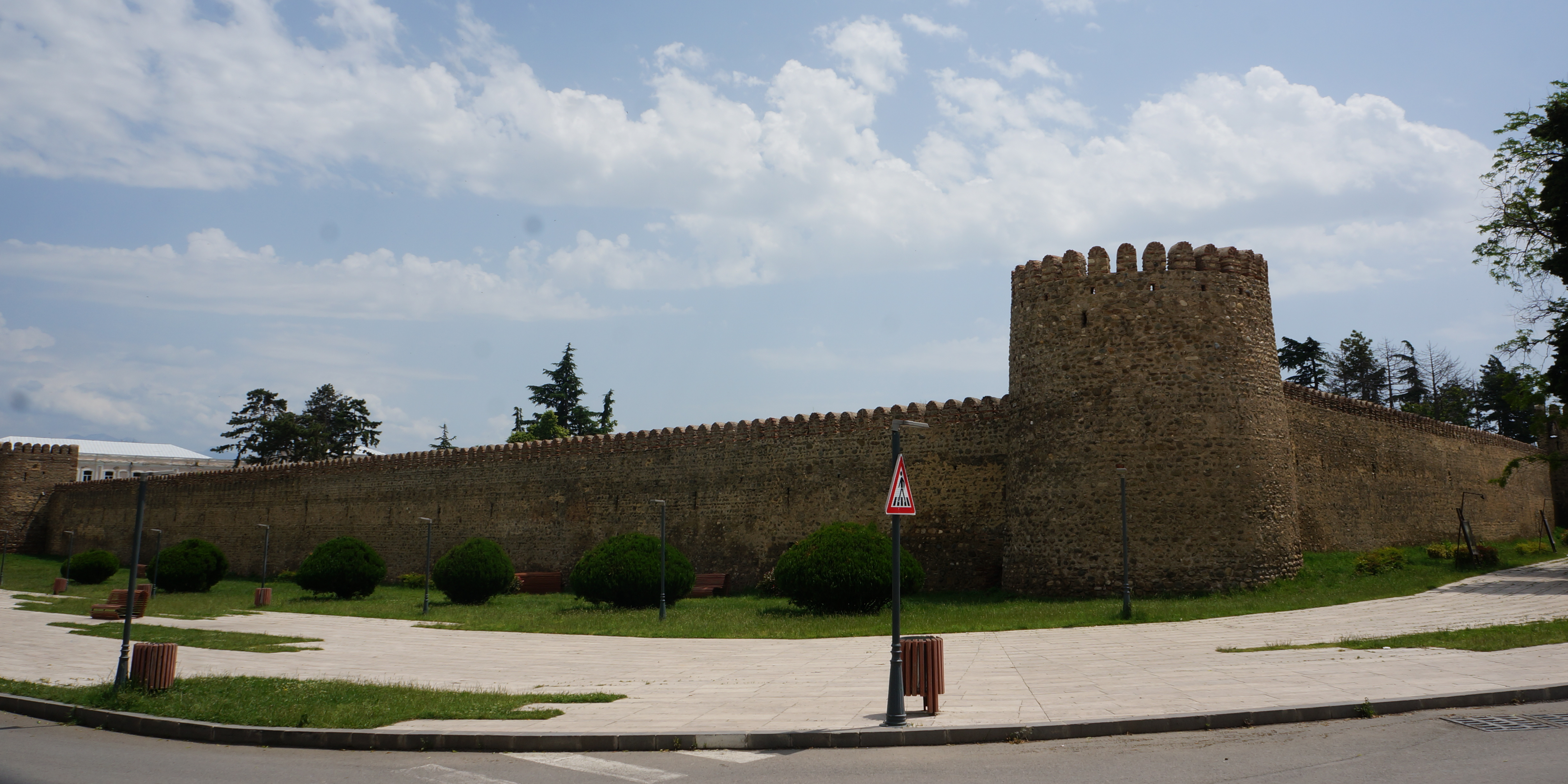
Muralles

### Construcció i elements arquitectònics

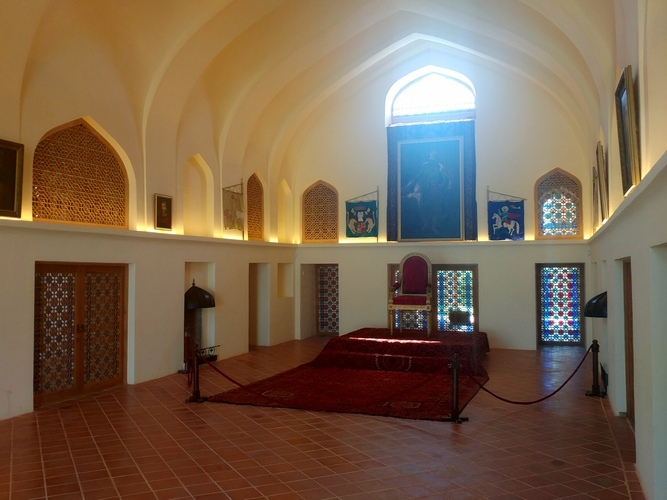
La sala del tron al palau

El palau original va ser construït a les ordres del rei Arcell de Kakhètia durant el període 1664-1675. En els disturbis polítics dels segles XVII i XVIII, el palau va ser danyat i reconstruït diverses vegades. Algunes parts de l'edifici i el disseny original del palau Arshal, que recordaven els palaus de l'art safàvida en aquell moment, es van mantenir intactes. Gran part de l'edifici existent prové de reconstrucció d'obres que van tenir lloc durant el regnat relativament constant d'Irakli II, que va governar Kakhètia durant 1750-1762. És un disseny persa simple, clarament inspirat en l'Arg de Karim Khan a Siraz a l'Iran.

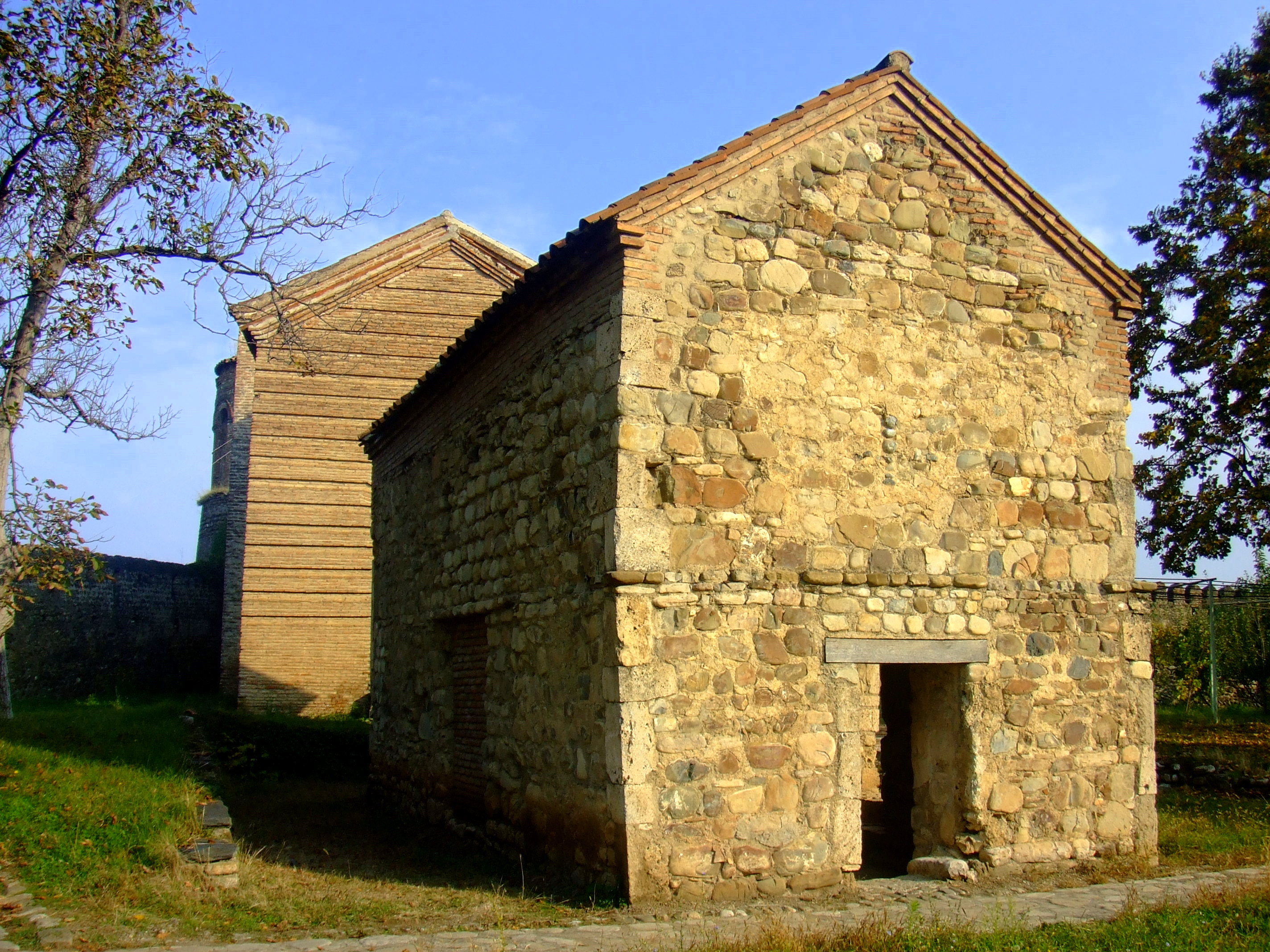
Les capelles reials

Tot el complex palatí, que també inclou dues capelles i banys reials de la basílica, està envoltat per una muralla monumental i grans torres circulars. El palau és un edifici rectangular amb un vestíbul central alt amb arcs aguts. Té quatre balcons, cadascun dels quals té un lloc central i està emmarcat per passadissos i sales més petites a les cantonades. L'entrada principal del palau és al sud amb el saló central de dues plantes amb pilars. Les decoracions típiques d'interior dels palaus perses d'aquella època, com ara estucs, mosaics de miralls i pintures a l'oli, probablement existien originàriament, però no van sobreviure.

## Història posterior

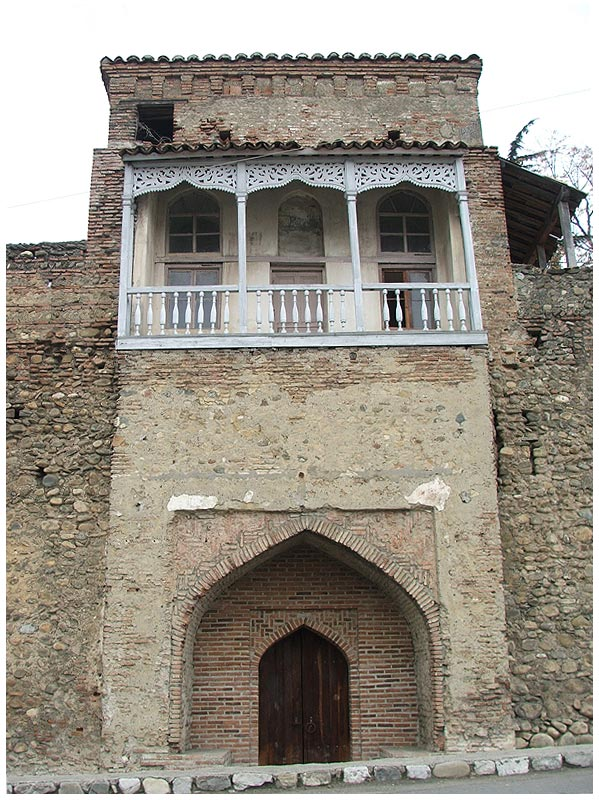
Entrada al palau d'estil persa

Després de l'annexió per l'Imperi rus de Geòrgia el 1801, el general Vasil Giulackov va triar el castell de Telavi com a seu del regiment de Kabarda el 1802. El 1805 el castell va ser transferit a la tresoreria imperial russa. Posteriorment, va ser utilitzat per l'exèrcit rus com a caserna, i va estar majoritàriament en estat de ruïnes fins a 1845, quan Mijaíl Borodov, regent del Caucas, va ordenar-ne la reconstrucció. El 1865 el palau, ara en possessió de la Societat de Caritat de les Dones de Nina de Geòrgia, va ser reconstruït per l'arquitecte alemany Albert Schlesmann (1833-1897), nascut a Geòrgia, per allotjar el Col·legi de Dones Nina. El 1935, l'edifici va ser adaptat a la seva funció actual com a seu del Museu Històric de Telavi.
El complex del castell es va sotmetre a una àmplia tasca de renovació i es va reobrir al públic al maig del 2018. També es va construir un nou museu per allotjar col·leccions reformades. El 16 de desembre de 2018 el castell va acollir la cerimònia d'inauguració amb Salomé Zurabishvili, la cinquena presidenta de Geòrgia.